# Jorinde van Klinken
Jorinde van Klinken, född 2 februari 2000, är en nederländsk kulstötare och diskuskastare.

## Karriär
I augusti 2022 vid EM i München tog van Klinken brons i kula efter en stöt på personbästat 18,94 meter.
I juli 2023 vid nederländska mästerskapen i Breda tog van Klinken guld i diskus och silver i kulstötning. Följande månad tävlade hon vid VM i Budapest och slutade på fjärde plats i diskus och nionde plats i kulstötning.
Vid Europamästerskapen i friidrott 2024 tog van Klinken silver både i kulstötning och diskus.

## Personliga rekord
- Kulstötning – 19,57 m (Albuquerque, 11 februari 2023)[8]
- Diskuskastning – 70,22 m (Tucson, 22 maj 2021) 0NR0[8]